# Adão e Eva (Valadon)
Adão e Eva é uma pintura a óleo sobre tela da artista francesa Suzanne Valadon, executada em 1909. Suas dimensões são 162 por 131 cm. Está exposta no Musée National d'Art Moderne, em Paris.

## História e Descrição
Valadon estava em um relacionamento romântico com o pintor André Utter, que era 24 anos mais novo, quando ela criou esta pintura. Nela, ela se retrata, parecendo mais jovem do que era na época, e Utter como Adão e Eva no Jardim do Éden. A tela original mostrava Utter completamente nu, mas a artista decidiu adicionar as folhas cobrindo seus genitais para permitir que seu trabalho fosse exibido no Salon de Paris em 1920. É importante notar que ambos não percebem que estão nus, pois Suzanne os retrata como Adão com a mão no pulso de Eva implorando para que ela não coma o fruto proibido. Esta é a primeira pintura que Valadon criou retratando uma cena ao ar livre. Acredita-se também que tenha sido a primeira pintura de uma artista feminina retratando um casal nu que foi exibido publicamente. Na pintura, Eva alcança alegremente a maçã, enquanto ela está entrelaçada com Adão. Não há serpente na pintura. Pode ser interpretado como uma metáfora para o relacionamento de Valadon com um homem mais jovem, como se fosse o fruto proibido.
De acordo com a biógrafa Catherine Hewitt: "O casal, Suzanne confessou, foi pego em um paraíso atemporal e ambos eram responsáveis por seus pecados".